# Keio Rail-Land
Keio Rail-Land (京王れーるランド, Keiō Rēru-Rando) est un musée ferroviaire situé dans la ville de Hino, à Tokyo au Japon. Il est la propriété de la compagnie Keio.

## Histoire
Le musée a ouvert le 24 mars 2000. Il est agrandi en 2013 pour célébrer les 100 ans de la compagnie Keio.

## Collection

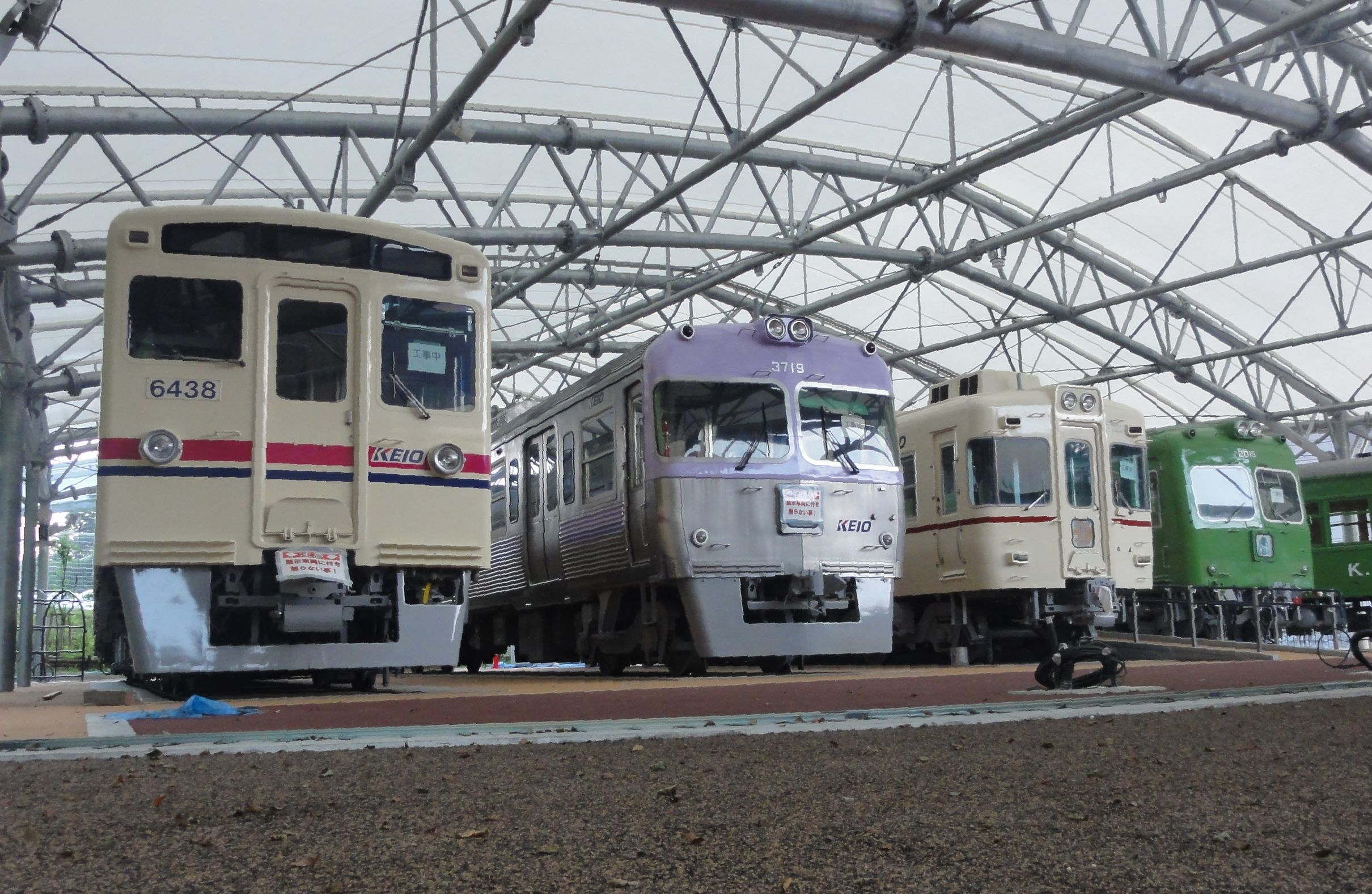
Matériel ferroviaire exposé.

Le musée comprend un bâtiment avec des espaces d'exposition, un diorama et des simulateurs de conduite.
Cinq anciens modèles Keio sont exposés :
- Wagon DeHa 2015 de la série 2010
- Wagon DeHa 2410 de la série 2400
- Wagon KuHa 3719 de la série 3000
- Wagon KuHa 5723 de la série 5000
- Wagon DeHa 6438 de la série 6000